# Georg Macco
Georg Macco (* 23. März 1863 in Aachen; † 20. April 1933 in Genua) war ein deutscher Architektur- und Landschaftsmaler sowie Illustrator der Düsseldorfer Schule.

## Leben und Wirken
Georg Macco war ein Sohn des Kaufmanns Albert Gustav Ferdinand Macco (1829–1897) aus Jülich und dessen Ehefrau Maria Elise, geborene Mappes (1834–1918) aus Frankfurt am Main. Ebenso wie sein Urgroßonkel, der Historien- und Porträtmaler Alexander Macco, welcher 1802 unter anderem die Königin von Preußen Luise von Mecklenburg-Strelitz porträtiert hatte und ein enger Freund und Bewunderer Beethovens und Goethes war, entschloss sich auch Georg Macco für eine Künstlerkarriere. Er studierte zwischen 1880 und 1887 an der Kunstakademie Düsseldorf bei Eugen Dücker und Peter Janssen dem Älteren. Anfangs fertigte er Zeichnungen für Die Gartenlaube und Wappenzeichnungen für die Werke seines Bruders, des Heraldikers und Genealogen Hermann Friedrich Macco. Anschließend zog er zu Studienzwecken nach München und unternahm von hier aus zahlreiche Reisen, die ihm Inspirationen und Motive für seine Kunstwerke lieferten. So entstanden Gemäldeserien aus dem alpinen Hochland, aus Norwegen und Spitzbergen und aus Italien. Im Verlauf seiner Orientreisen nach Athen, Konstantinopel, Baalbek, Jerusalem, Kairo und Mekka entstanden zahlreiche orientalistische Werke, die bald zu seinen begehrtesten Kunstobjekten zählten.
Georg Macco ist mit mehreren Werken im städtischen Kunstmuseum Düsseldorf, im Suermondt-Ludwig-Museum in Aachen, im Rudolfinum in Prag sowie seit 1888 im Alpinen Museum München ausgestellt. Einige seiner Werke in Aachen stehen auf der Liste der „Schattengalerie“, also der Gemälde, die im Krieg als Beutekunst verschleppt worden waren, und man erhofft sich nun, einige dieser Bilder bei der kürzlich erfolgten Wiederentdeckung im Bestand des Kunstmuseums Simferopol wieder aufzufinden.
Seine Gemälde erstellte Macco insbesondere in Gouache-Maltechnik sowie mit Ölfarbe und seltener mit Wasserfarbe. Die Werke beeindrucken vor allem durch ihre impressionistische Ausdrucksweise und ihre meisterliche Darstellung von Farb- und Lichteffekten sowie durch ausgeprägten Sinn für Details und Stimmungen.

## Werke (Auswahl)
Deutschland

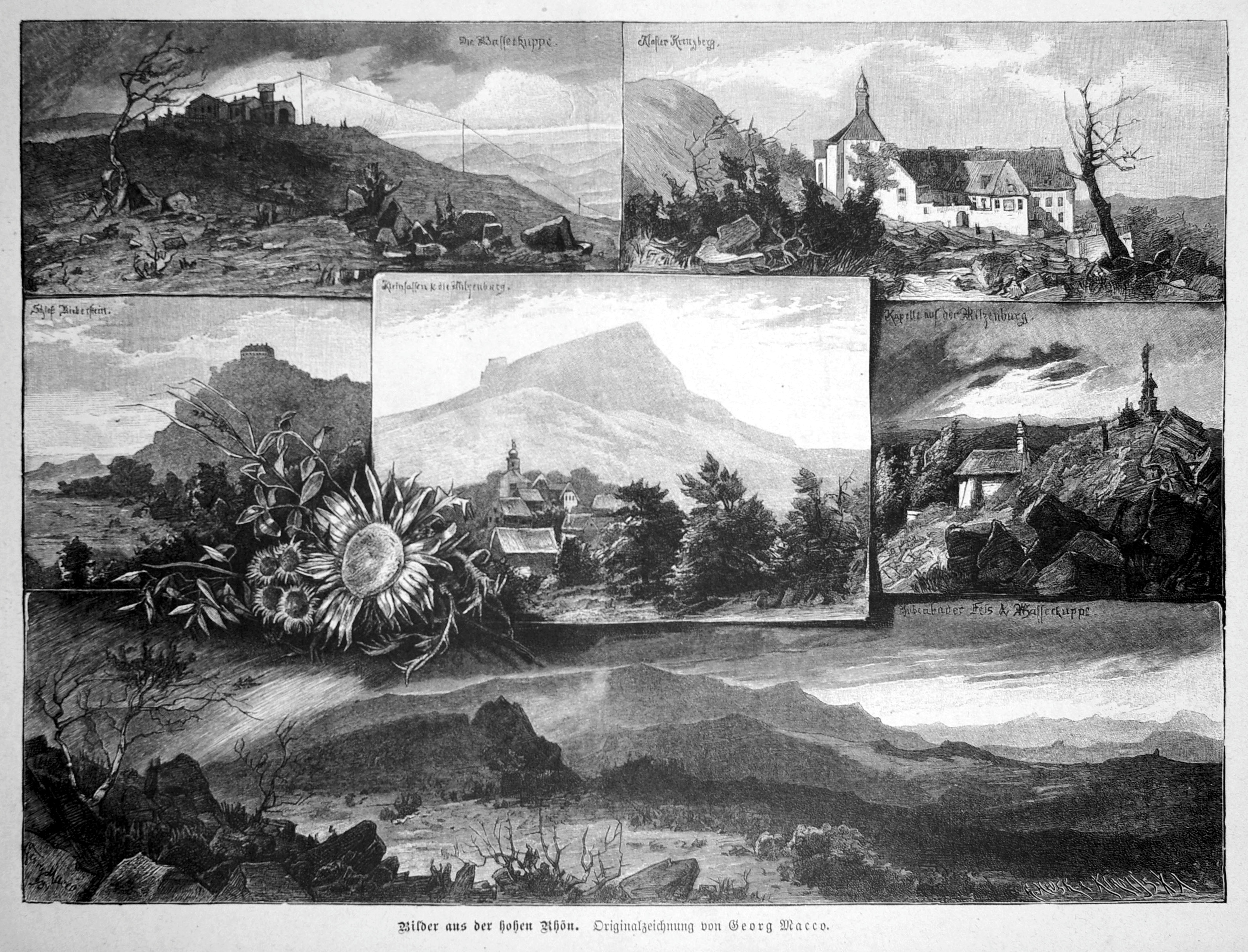
Bilder aus der hohen Rhoen (Frühwerk)

- Bilder aus der hohen Rhoen, in: Die Gartenlaube von Ernst Keil (Hrsg.), Leipzig, 1885

Orient
- Straßenszene in Kairo, Gouache

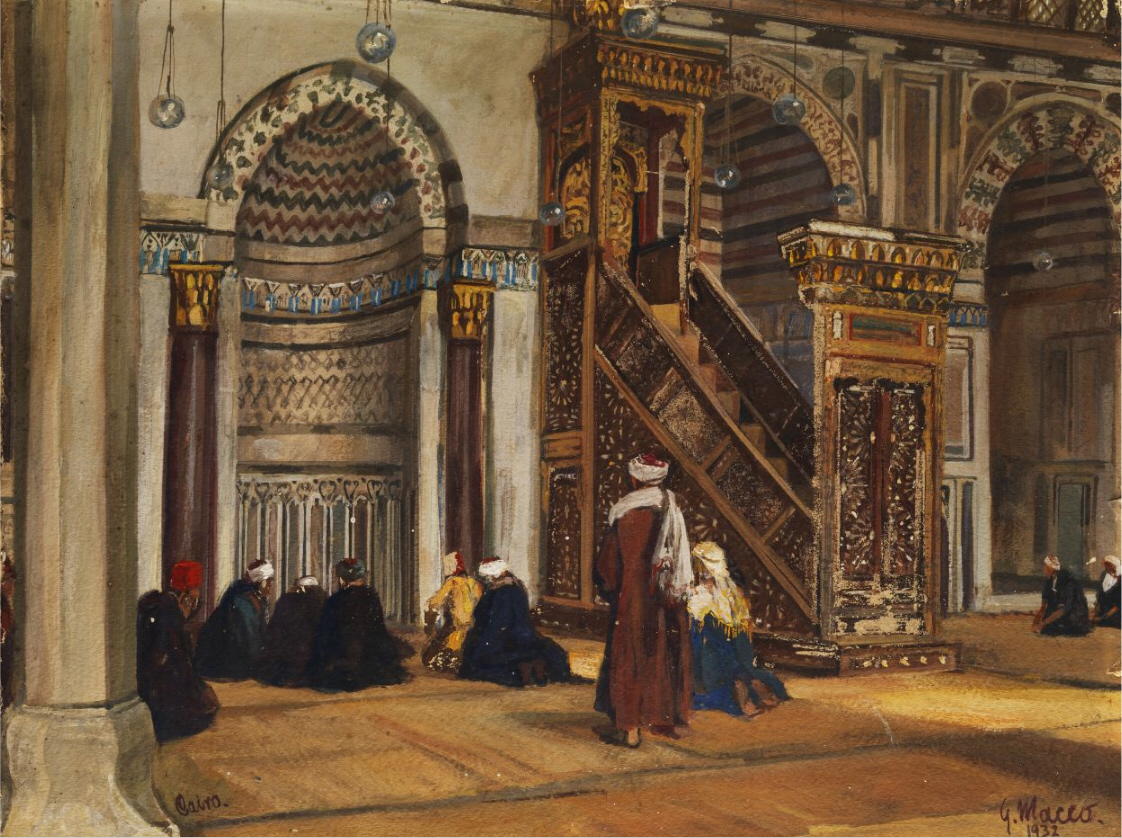
al-Burdanyni-Moschee in Kairo

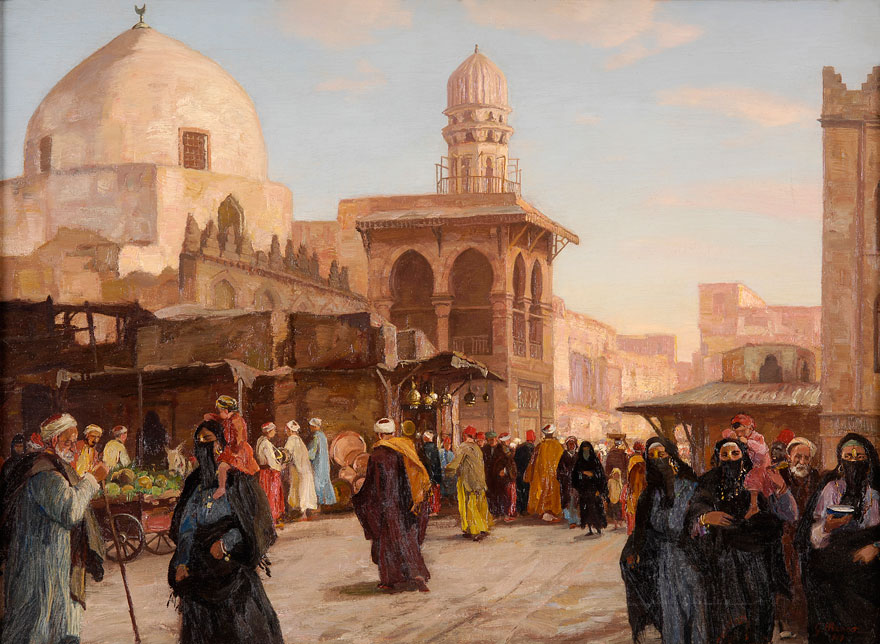
Kalaun-Moschee, Kairo

- Blick auf eine Mosche bei Kairo, Öl
- Orientalischer Markt, Öl
- Gläubige beim Gebet in einer Kairoer Moschee, Gouache
- Kamelreiter vor der Silhouette von Kairo, Wasserfarben
- The Orange Seller, Öl
- Blick über den Nil auf die Pyramiden von Gizeh, Öl
- Garden of Gethsemane, Jerusalem, Wasserfarben
- Jerusalem – Markt, vor dem Damaskustor, Gouache
- Die Ruinen von Baalbeck, Öl
- Ruelle animée dans une Médina, Gouache

Asien
- Blick auf das Tadj Mahal, Gouache
- Ansicht von Benares am Ganges, Wasserfarben
- Buddhatempel in Golkonda, Gouache

Alpenregion
- Blick auf das Matterhorn, Öl
- Engadin von Morteratsch, Öl

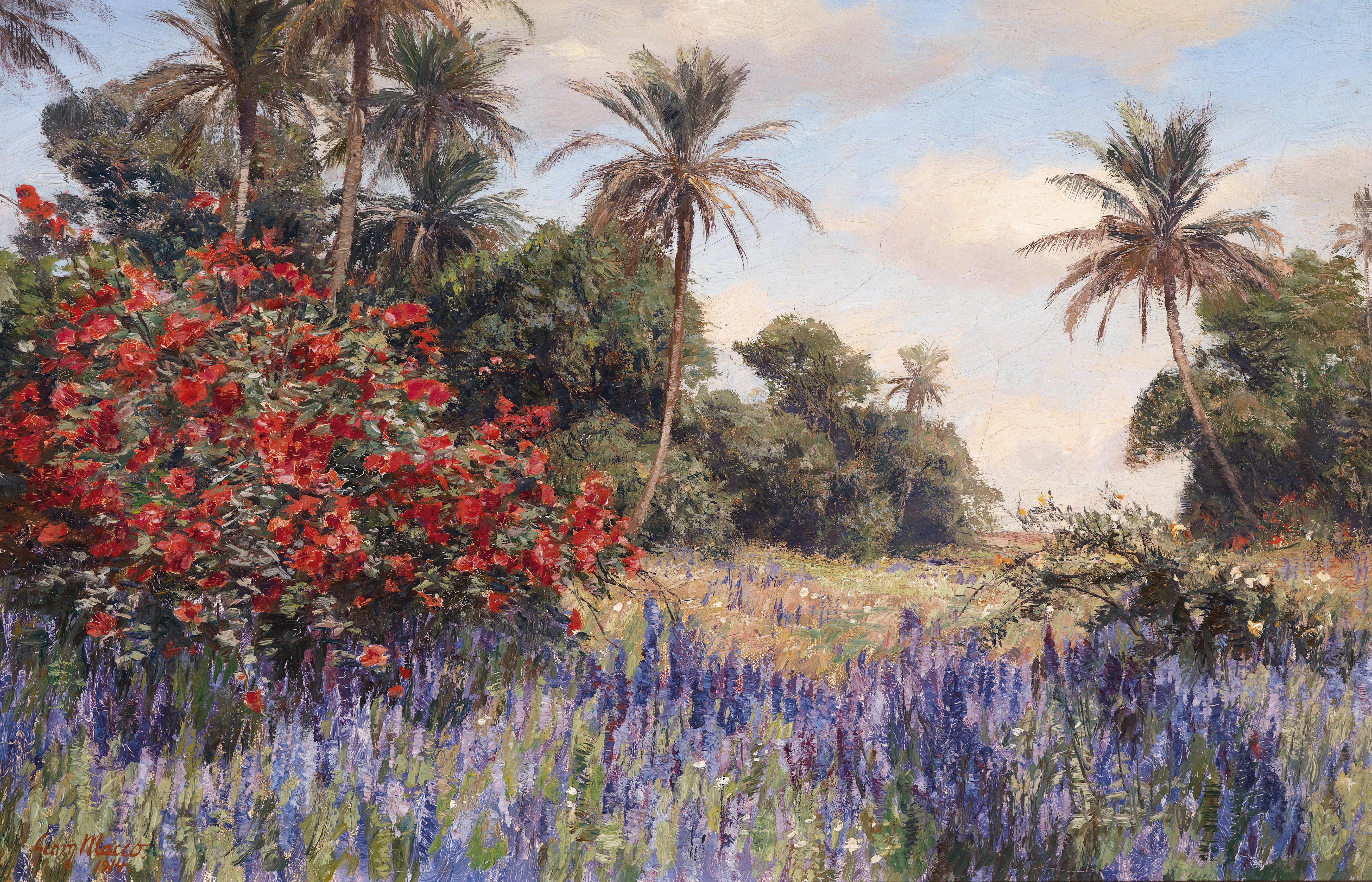
Südliche Landschaft mit Lavendel

- Am Thunersee mit Schreckhorn, Eiger, Mönch, Öl
- Morgennebel am Königssee in Berchtesgaden, Gouache

Norwegen und Spitzbergen
- Fjord im Sonnenlicht, Öl
- Glacier Scene on the Island of Spitsbergen, Tempera
- In der Magdalenenbai auf Spitzbergen, Öl
- Mitternachtssonne. Insel Mayen, Grönlandsee, Pastell

Italien
- Brandung an der Ligurischen Küste, Öl
- Im Garten eines italienischen Hauses, Öl
- Taormina – Piazza del Duomo, Wasserfarben
- Straße bei Portofino, Gouache
- Torbole am Gardasee, Öl

Konstantinopel
- View of Constantinople from the Bosphorus, Öl
- Burg Rümeli Hissar am Bosporus, Gouache
- Eastern Orthodox Church Interior, Öl